# Mont Lokobe
Mont Lokobe is een vulkaan op Nosy Be, een eiland van Madagaskar in de regio Diana. De berg heeft een hoogte van 455 meter boven de zeespiegel.
De vulkaan komt uit het Holoceen en is uitgedoofd. Recente uitbarstingen zijn niet bekend.
Mont Lokobe is het hoogste punt van Nosy Be en ligt in het zuidoosten van het eiland, tegenover Nosy Komba, in het Lokobereservaat. 